# Papyrus 75
Papyrus 75 (P75) (Papyrus Bodmer XV) is een codex (boek) met delen van het Evangelie volgens Lucas en het Evangelie volgens Johannes, en maakt deel uit van de verzameling die wordt aangeduid met Bodmer papyri.

## Beschrijving en datering
Er zijn van de papyrus codex (boekvorm met ingebonden bladen) nog 51 bladen over. De bladzijden waren oorspronkelijk ongeveer 26 bij 13 cm groot en zijn goed bewaard gebleven.
Een bladzijde is beschreven met één kolom van 38 tot 45 regels en een regel bevat tussen de 25 en de 36 letters. De bladzijden zijn niet genummerd. Het schrift is een duidelijk hoofdletterschrift (unciaal).
Op grond van vergelijking van het schrift met andere papyri lijkt het handschrift te zijn ontstaan tussen AD 175 en 225.

## Inhoud
Papyrus 75 (Bodmer XV) P75 bevat Lucas 3:18-22; 3:33-4:2; 4:34-5:10; 5:37-6:4; 6:10-7:32, 35-39, 41-43; 7:46-9:2; 9:4-17:15; 17:19-18:28; 22:4-einde; en Johannes 1:1-11,45,48-57;12:3-13:10;14:8-15:10.
 Papyrus 75 is dus een onvolledige codex die gedeelten bevat van Lucas en Johannes. Uit een vergelijking van de twee versies van Johannes in de Bodmer papyri (Papyrus 66 en Papyrus 75) met de Chester Beatty Papyrus 45 trok V. Filson de volgende conclusie: "Vergelijking van deze drie, die alle oorspronkelijk uit Egypte komen, laat zien dat er in de derde eeuw in Egypte geen eenvormige tekst van de Evangeliën circuleerde.

## Tekstvarianten
In Lucas 11:4 ontbreekt de zin αλλα ρυσαι ημας απο του πονηρου (maar verlos ons van de boze). De volgende handschriften hebben het zinnetje ook niet: Codex Sinaiticus, Codex Vaticanus, Regius; Minuskels Familie 1, Minuskel 700, vg, Syrische Sinaiticus, Koptische vertaling (copsa, bo), arm, geo.
In Lucas 16:19 luidt de tekst: Ανθρωπος δε τις ην πλουσιος, ονοματι Ν[ιν]ευης, και ενεδιδυσκετο "Er was eens een rijke man, genaamd Ninue, die gewoon was zich te kleden, Deze lezing wordt ondersteund door de Sahidische vertaling, en twee Griekse minuskels, namelijk 36 en 37, en van een ongedateerd scholium met de tekst ευρον δε τινες και του πλουσιου εν τισιν αντιγραφοις τουνομα Νινευης λεγομενον.
- Lucas 22:43-44 (Christus' doodsangst in Getsemane) ontbreekt net als in de eerstes recensie van codex Sinaiticus, Codex Alexandrinus, Codex Vaticanus , Codex Borgianus, 1071.[5]
- In Lucas 23:34 ontbreken in Papyrus 75 de woorden "Jezus zei: Vader, vergeef hun, want ze weten niet wat ze doen." Deze woorden ontbreken eveneens in Codex Sinaiticus, Codex Vaticanus, Codex Bezae, Codex Washingtonianus, Codex Koridethi, Unciaal 070, 01241, ita, d, syrs, copsa, copbo.[6]
- Lucas 24:26: Papyrus 75 geeft hier ingaan in zijn koninkrijk : (βασιλειαν) andere handschriften geven ingaan in zijn heerlijkheid δοξαν.[7]
- Het verhaal van Jezus en de op overspel betrapte vrouw (Pericope adulterae, Johannes 7:53-8:11) ontbreekt in Papyrus 75, evenals in Codex Sinaiticus, Codex Vaticanus en Papyrus 66.

Papyrus 75 heeft een enorme invloed gehad op de tekstkritiek van het Nieuwe Testament, omdat de tekst zo verregaand overeenkomt met de Codex Vaticanus.

## Herkomst van de Bodmer papyri
De Bodmer Papyri zijn in 1952 gevonden in Pabau bij Dishna, Egypte, het eeuwenoude hoofdkwartier van de Pachomiaanse monnikenorde; de plek van ontdekking is niet ver van Nag Hammadi. De handschriften werden stiekem verzameld door een Cyprioot, Phokio Tano uit Caïro, en vervolgens met succes naar Zwitserland gesmokkeld. Daar werden ze gekocht door Martin Bodmer (1899-1971). Vanaf 1954 werd de serie Papyrus Bodmer uitgegeven, met voetnoten, inleiding en Franse vertaling. De verzameling bevat naast evangeliën ook klassieke (Homerus) en apocriefe teksten.

## Verblijfplaats
In oktober 2006 kondigde de Bodmer stichting plannen aan om twee van de manuscripten voor miljoenen dollars te verkopen, om de Bibliotheca Bodmeriana van geld te voorzien. Deze mededeling maakte geleerden over de gehele wereld ongerust, omdat men vreesde dat de eenheid van de verzameling verbroken zou worden.
In maart 2007 werd bekendgemaakt dat het Vaticaan Papyrus XIV -XV (P74-P75), had bemachtigd, waartoe, naar men aanneemt, het oudste geschreven gedeelte van het Evangelie volgens Lucas behoort, het oudst bekende onze Vader, en een van de oudste geschreven fragmenten van het Evangelie volgens Johannes.
De papyri waren voor een niet openbaar gemaakt, maar aanzienlijk bedrag verkocht aan Frank Hanna III, uit Atlanta, Georgia. In januari 2007 bood Hanna de papyri aan de Paus aan. Ze worden bewaard in de Biblioteca Apostolica Vaticana en zullen beschikbaar zijn voor wetenschappelijk onderzoek. In de toekomst zullen delen ervan ook worden tentoongesteld aan het publiek.
Het vervoer van Zwitserland naar het Vaticaan vond plaats "in een gepantserd konvooi, omgeven door mensen met machinegeweren"